# RRAB-3
Pour les articles homonymes, voir Molotov (homonymie).

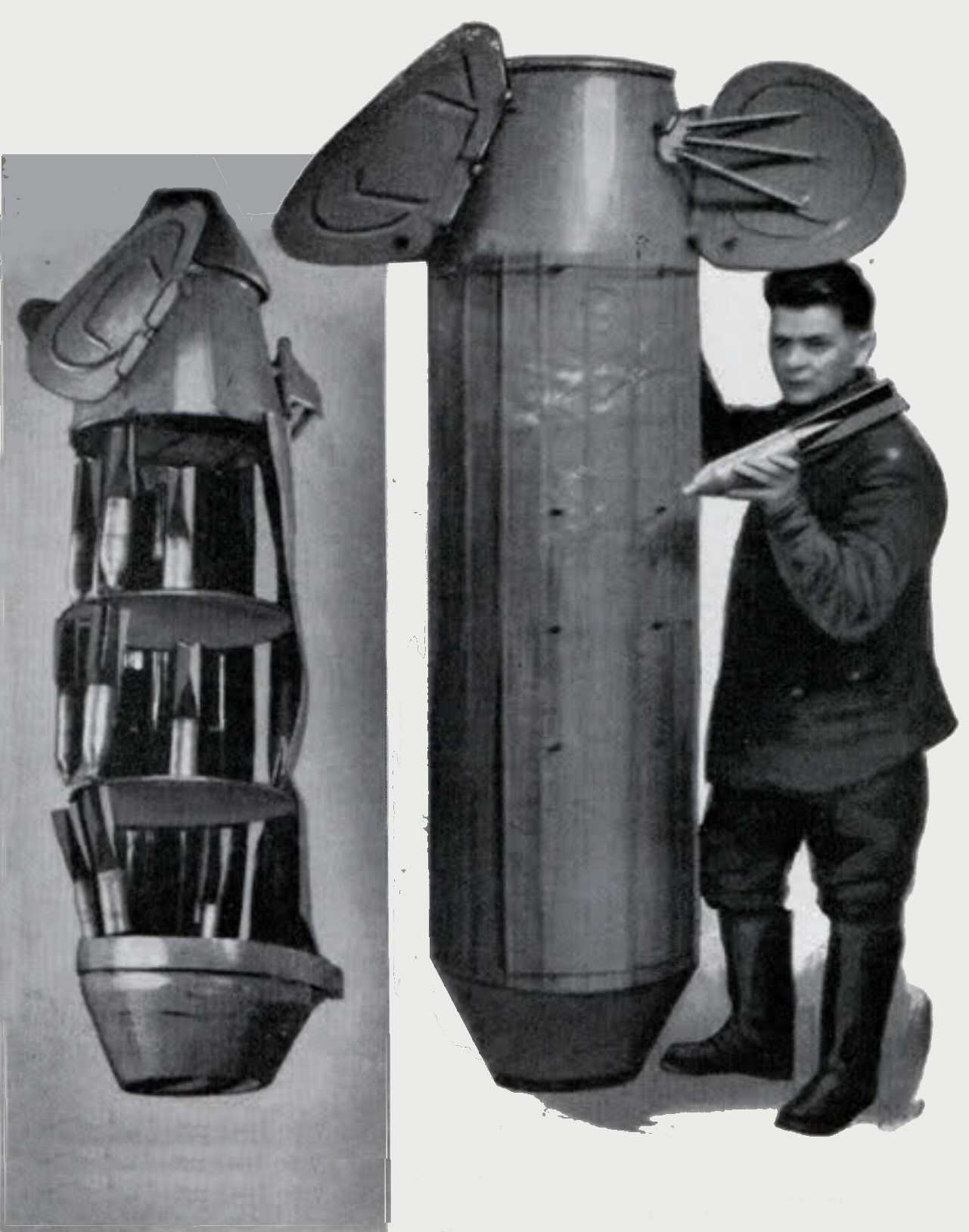
Écorché d'une RRAB-3.

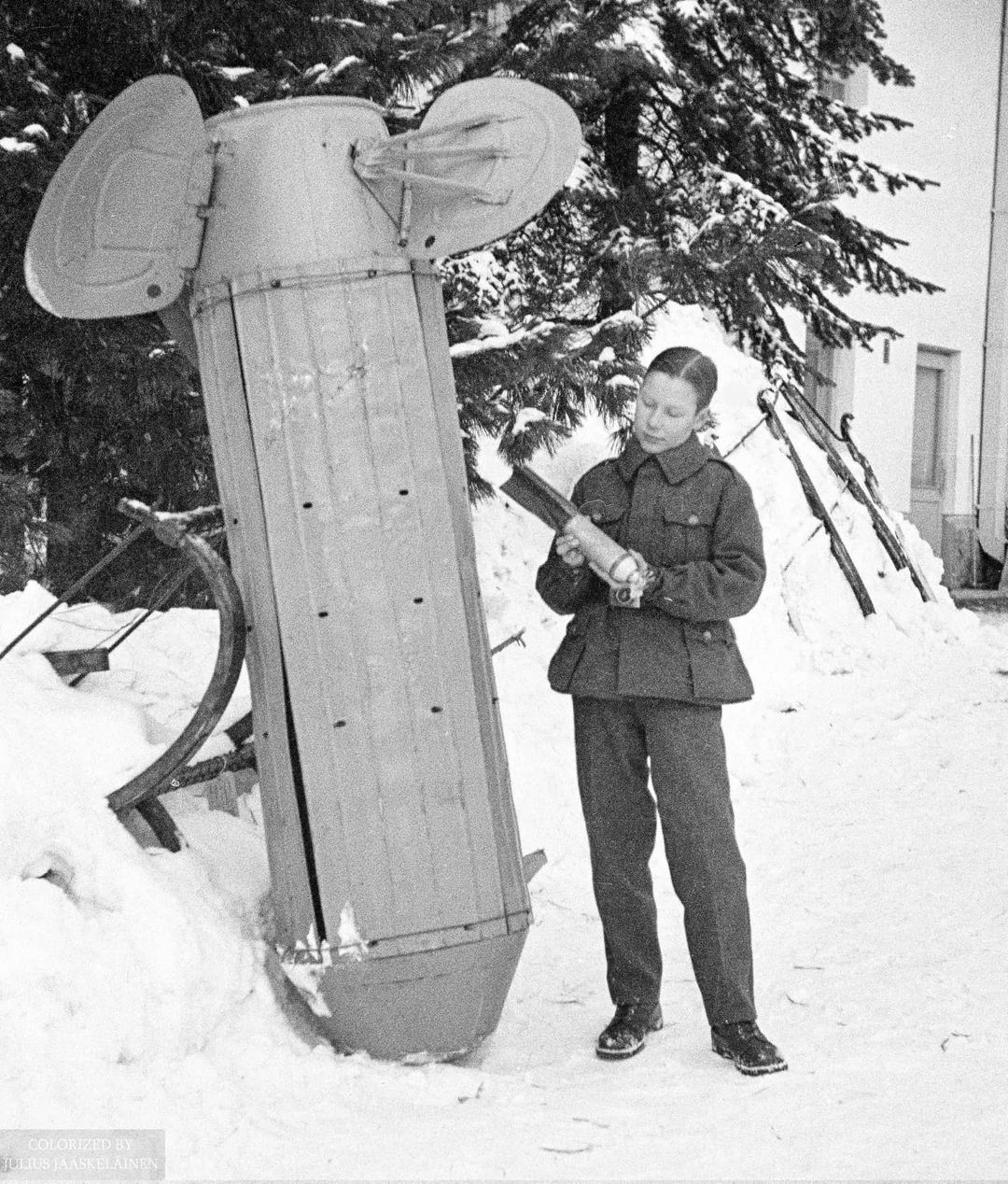
RRAB-3 non explosé.

La RRAB-3 (en russe : ротативно-рассеивающая авиационная бомба, bombe aérienne à diffusion rotative, РРАБ), surnommée « panier à pain de Molotov » est une bombe de fabrication soviétique. Bombe largable, elle combine une importante charge explosive classique avec une grappe de bombes incendiaires.
C'est historiquement l'une des premières armes à sous-munitions. Elle fut utilisée par l'U.R.S.S durant la guerre d'Hiver contre la Finlande entre 1939 et 1940.
La bombe consistait en un cylindre de 2,25 m de long sur 90 cm de diamètre. Après son largage par avion, dotée d'ailettes, elle dispersait en rotation avec l'aide de la force centrifuge la centaine de bombes incendiaires qu'elle contenait.
Les Soviétiques produisirent plusieurs versions : la RRAB-1, la RRAB-2 et la RRAB-3, avec respectivement un poids d'une 1 tonne, 500 kg et 250 kg.
Le surnom provient du chef du gouvernement soviétique, Viatcheslav Molotov, qui déclarait que l'URSS ne lançait pas de bombes sur la Finlande, mais larguait simplement par avions des provisions pour les Finlandais affamés. Les Finlandais répondirent avec humour en baptisant leurs bombes anti-char artisanales du nom de cocktails Molotov.